# Лузітанос
Футбольний клуб «Лузітанос» (кат. Futbol Club Lusitans la Posa, порт. FC Lusitanos la Posa; дослівно: «Лузітани») — андоррський футбольний клуб зі столиці Андорри-ла-Велья, заснований 2000 року. Виступає у першому дивізіоні Андорри. Всі гравці клубу мають португальське громадянство, а емблема клубу схожа на емблему Португальської федерації футболу.

## Досягнення
Чемпіонат Андорри:
- Чемпіон (2): 2012, 2013

Кубок Андорри:
- Володар кубка (1): 2002

Суперкубок Андорри
- Переможець (2): 2012, 2013